# 葛沽镇
葛沽镇，是中华人民共和国天津市津南区下辖的一个乡镇级行政单位。

## 行政区划
葛沽镇下辖以下地区：
荣华里社区、金驼里社区、金龙里社区、盛华里社区、东风里社区、富华里社区、泽水园社区、葛沽一村、葛沽二村、葛沽三村、官房村、曾庄村、北园村、新房村、盘沽村、十间房村、高一村、高二村、大滩村、小高庄村、邓岑子村、辛庄子村、杨岑子村、殷庄村、刘庄村、东埂村、杨惠庄村、西关村、南辛房村、三合村、石闸村、九道沟村和冶金工业园社区。